# Campionati del mondo di mountain bike 2008
I Campionati del mondo di mountain bike 2008 (en.: 2008 UCI Mountain Bike & Trials World Championships), diciannovesima edizione della competizione, furono disputati in Val di Sole, in Italia, tra il 15 e il 22 giugno. Fu la terza volta che si tennero in Italia (le edizioni precedenti erano state quella del Ciocco 1991 e quella di Livigno 2005) e la dodicesima in Europa.

## Eventi
Si gareggiò in tre discipline della mountain bike, cross country, downhill e four-cross, e nel trial (20 e 26 pollici). Le competizioni di cross country, downhill e four-cross si tennero a Commezzadura, mentre quelle di trial nella cornice delle piazze di Malé.
Di seguito il programma delle finali.

### Cross country
Martedì 17 giugno
- 13:00-14:45 Staffetta a squadre, 23,38 km

Mercoledì 18 giugno
- 10:30-12:00 Donne Junior, 17,6 km
- 13:00-14:45 Donne Under 23, 23,4 km

Giovedì 19 giugno
- 11:00-12:45 Uomini Junior, 29,4 km

Venerdì 20 giugno
- 13:00-15:00 Uomini Under-23, 34,9 km

Domenica 22 giugno
- 11:00-13:00 Donne Elite, 19,1 km
- 14:15-16:30 Uomini Elite, 40,7 km

### Downhill
Sabato 21 giugno
- 10:30-12:15 Donne Junior, 2,250 km
- 10:30-12:15 Uomini Junior, 2,250 km
- 12:45-13:45 Donne Elite, 2,250 km
- 13:45-15:45 Uomini Elite, 2,250 km

### Four-cross
Sabato 21 giugno
- 19:00-20:00 Donne
- 19:00-20:00 Uomini

### Trials
Giovedì 19 giugno
- 10:15-15:15 Donne 20"/26"
- 18:00-19:15 Uomini Junior 20"
- 19:30-20:45 Uomini Elite 20"

Venerdì 20 giugno
- 18:00-19:30 Uomini Junior 26"
- 19:30-20:45 Uomini Elite 26"

## Medagliere
Medagliere finale
| Pos.   | Nazione     | Oro | Argento | Bronzo | Totale |
| ------ | ----------- | --- | ------- | ------ | ------ |
| 1      | Svizzera    | 2   | 4       | 3      | 9      |
| 2      | Francia     | 2   | 3       | 4      | 9      |
| 3      | Regno Unito | 3   | 2       | 0      | 5      |
| 4      | Spagna      | 2   | 0       | 0      | 2      |
| 5      | Colombia    | 1   | 0       | 0      | 1      |
| 5      | Slovenia    | 1   | 0       | 0      | 1      |
| 5      | Slovacchia  | 1   | 0       | 0      | 1      |
| 5      | Stati Uniti | 1   | 0       | 0      | 1      |
| 9      | Germania    | 0   | 1       | 1      | 2      |
| 9      | Rep. Ceca   | 0   | 1       | 1      | 2      |
| 11     | Sudafrica   | 0   | 1       | 0      | 1      |
| 11     | Ungheria    | 0   | 1       | 0      | 1      |
| 13     | Polonia     | 0   | 0       | 1      | 1      |
| 13     | Australia   | 0   | 0       | 1      | 1      |
| 13     | Italia      | 0   | 0       | 1      | 1      |
| 13     | Russia      | 0   | 0       | 1      | 1      |
| Totale | Totale      | 13  | 13      | 13     | 39     |

## Sommario degli eventi
| Eventi                       | Oro                                             | Tempo                     | Argento                               | Tempo   | Bronzo                                           | Tempo   |
| Cross country                |                                                 |                           |                                       |         |                                                  |         |
| Uomini Elite dettagli        | Christoph Sauser Svizzera                       | 1h58'26" Media 20,60 km/h | Florian Vogel Svizzera                | a 2'54" | Ralph Näf Svizzera                               | a 4'19" |
| Uomini Under-23 dettagli     | Nino Schurter Svizzera                          | 1h44'34" Media 20,03 km/h | Burry Stander Sudafrica               | a 41"   | Matthias Fluckiger Svizzera                      | a 3'46" |
| Uomini Junior dettagli       | Peter Sagan Slovacchia                          | 1h35'21" Media 18,48 km/h | Arnaud Jouffroy Svizzera              | a 1'33" | Matthias Rupp Francia                            | a 2'50" |
| Donne Elite dettagli         | Margarita Fullana Spagna                        | 1h39'01" Media 17,66 km/h | Sabine Spitz Germania                 | a 1'43" | Irina Kalent'eva Russia                          | a 2'20" |
| Donne Under-23 dettagli      | Tanja Žakelj Slovenia                           | 1h35'31"                  | Nathalie Schneitter Svizzera          | a 2'58" | Aleksandra Dawidowicz Polonia                    | a 3'14" |
| Donne Junior dettagli        | Laura Abril Colombia                            | 1h16'08"                  | Barbara Benko Ungheria                | a 37"   | Mona Eiberweiser Germania                        | a 2'11" |
| Team relay                   |                                                 |                           |                                       |         |                                                  |         |
| Staffetta a squadre dettagli | Francia Peraud, Jouffroy, Leboucher, Vuillermoz | 1h24'45" Media 16,55 km/h | Svizzera Vogel, Rupp, Henzi, Schurter | a 2'22" | Italia Fontana, Kerschbaumer, Lechner, Cominelli | a 2'23" |
| Downhill                     |                                                 |                           |                                       |         |                                                  |         |
| Uomini Elite dettagli        | Gee Atherton Regno Unito                        | 3'12"12 Media 42,16 km/h  | Steve Peat Regno Unito                | a 2"62  | Sam Hill Australia                               | a 3"15  |
| Uomini Junior dettagli       | Josh Bryceland Regno Unito                      | 3'23"65 Media 29,79 km/h  | Sam Dale Regno Unito                  | a 7"51  | Rémi Thirion Francia                             | a 8"58  |
| Donne Elite dettagli         | Rachel Atherton Regno Unito                     | 3'49"92 Media 35,23 km/h  | Sabrina Jonnier Francia               | a 1"99  | Emmeline Ragot Francia                           | a 17"11 |
| Donne Junior dettagli        | Anaïs Pajot Francia                             | 4'17"71 Media 31,43 km/h  | Myriam Nicole Francia                 | a 5"73  | Mélanie Pugin Francia                            | a 28"75 |
| Four-cross                   |                                                 |                           |                                       |         |                                                  |         |
| Uomini dettagli              | Rafael Alvarez Spagna                           |                           | Roger Rinderknecht Svizzera           |         | Mickael Deldycke Francia                         |         |
| Donne dettagli               | Melissa Buhl Rep. Ceca                          |                           | Jana Horakova Rep. Ceca               |         | Romana Labounkova Rep. Ceca                      |         |

| Eventi                     | Oro                                       | Penalità | Argento                                           | Penalità | Bronzo                                      | Penalità |
| Trials                     |                                           |          |                                                   |          |                                             |          |
| Uomini Elite 26" dettagli  | Gilles Coustellier Francia                | 26 p.ti  | Vincent Hermance Francia                          | 33       | Daniel Comas Spagna                         | 39       |
| Uomini Elite 20" dettagli  | Benito Ros Spagna                         | 11 p.ti  | Rafal Kumorowski Polonia                          | 32       | Sebastian Hoffmann Germania                 | 36       |
| Uomini Junior 26" dettagli | Loris Braun Svizzera                      | 18 p.ti  | James Barton Canada                               | 19,5     | Kevin Aglae Francia                         | 27       |
| Uomini Junior 20" dettagli | Abel Mustieles Spagna                     | 25 p.ti  | Loris Braun Svizzera                              | 28       | James Barton Canada                         | 30       |
| Donne dettagli             | Gemma Abant Spagna                        | 16 p.ti  | Karin Moor Svizzera                               | 20       | Julie Pesenti Francia                       | 21       |
| Squadre dettagli           | Spagna Mustieles, Miro, Abant, Ros, Comas | 400      | Francia Aglae, Courtes, Pesenti, Caisso, Hermance | 360      | Svizzera Braun, Chapuis, Moor, Moor, Keller | 352      |